# Cordulephya bidens
Cordulephya bidens – gatunek ważki z rodziny Synthemistidae. Jest endemitem północno-wschodniej Australii; występuje w okolicach miasta Cairns w północno-wschodniej części stanu Queensland.